# Episodi di Ben Casey (prima stagione)
La prima stagione della serie televisiva Ben Casey è andata in onda negli Stati Uniti dal 2 ottobre 1961 al 28 maggio 1962 sulla ABC.
| nº | Titolo originale                    | Titolo italiano | Prima TV USA     | Prima TV Italia |
| -- | ----------------------------------- | --------------- | ---------------- | --------------- |
| 1  | To the Pure                         |                 | 2 ottobre 1961   |                 |
| 2  | But Linda Only Smiled               |                 | 9 ottobre 1961   |                 |
| 3  | The Insolent Heart                  |                 | 16 ottobre 1961  |                 |
| 4  | I Remember a Lemon Tree             |                 | 23 ottobre 1961  |                 |
| 5  | An Expensive Glass of Water         |                 | 30 ottobre 1961  |                 |
| 6  | The Sound of Laughter               |                 | 6 novembre 1961  |                 |
| 7  | A Few Brief Lines for Dave          |                 | 13 novembre 1961 |                 |
| 8  | Pavane for a Gentle Lady            |                 | 20 novembre 1961 |                 |
| 9  | My Good Friend Krikor               |                 | 27 novembre 1961 |                 |
| 10 | The Sweet Kiss of Madness           |                 | 4 dicembre 1961  |                 |
| 11 | A Certain Time, a Certain Darkness  |                 | 11 dicembre 1961 |                 |
| 12 | A Dark Night for Billy Harris       |                 | 18 dicembre 1961 |                 |
| 13 | And If I Die                        |                 | 1º gennaio 1962  |                 |
| 14 | A Memory of Candy Stripes           |                 | 8 gennaio 1962   |                 |
| 15 | Imagine a Long, Bright Corridor     |                 | 15 gennaio 1962  |                 |
| 16 | A Story to Be Softly Told           |                 | 22 gennaio 1962  |                 |
| 17 | The Big Trouble with Charlie        |                 | 29 gennaio 1962  |                 |
| 18 | Give My Hands an Epitaph            |                 | 5 febbraio 1962  |                 |
| 19 | Victory Wears a Cruel Smile         |                 | 12 febbraio 1962 |                 |
| 20 | Odyssey of a Proud Suitcase         |                 | 19 febbraio 1962 |                 |
| 21 | Behold a Pale Horse                 |                 | 26 febbraio 1962 |                 |
| 22 | For the Ladybug, One Dozen Roses    |                 | 5 marzo 1962     |                 |
| 23 | To a Grand and Natural Finale       |                 | 12 marzo 1962    |                 |
| 24 | Monument to an Aged Hunter          |                 | 19 marzo 1962    |                 |
| 25 | All the Clocks are Ticking          |                 | 26 marzo 1962    |                 |
| 26 | Among Others a Girl Named Abilene   |                 | 2 aprile 1962    |                 |
| 27 | A Pleasant Thing for the Eyes       |                 | 16 aprile 1962   |                 |
| 28 | And Eve Wore a Veil of Tears        |                 | 23 aprile 1962   |                 |
| 29 | Preferably, the Less-Used Arm       |                 | 30 aprile 1962   |                 |
| 30 | An Uncommonly Innocent Killing      |                 | 7 maggio 1962    |                 |
| 31 | So Oft It Chances in Particular Men |                 | 21 maggio 1962   |                 |
| 32 | When You See an Evil Man            |                 | 28 maggio 1962   |                 |

## To the Pure
- Diretto da: Fielder Cook
- Scritto da: James E. Moser

### Trama
- Guest star: Francis DeSales, Maurice Manson (dottor Jensen), Rafael López (Pete Salazar), Aki Aleong (dottor George Nobura), Angela Clarke (Mrs. Salazar), Maudie Prickett, Ann Morrison, Barton Heyman, Wilton Graff, Susan Davis, Adrienne Marden, Stuart Nisbet, Adrienne Hayes, Nelson Olmsted

## But Linda Only Smiled
- Diretto da: Abner Biberman
- Scritto da: William Bast

### Trama
- Guest star: Stanja Lowe (Mrs. Reed), Susan Gordon (Cathy Reed), Jeanne Cooper (Linda Miller)

## The Insolent Heart
- Diretto da: Alex March
- Scritto da: Al C. Ward

### Trama
- Guest star: Nita Loveless, Robert Burton, Don Spruance (dottor Robert Ward), Luther Adler (dottor Michael Waldman), David Lewis (dottor Paul Wolf), Mary Gregory, Carl Benton Reid (Dean Norris), Art Passarella, Leslie Summers, George Dunn, Carolyn Fleming

## I Remember a Lemon Tree
- Diretto da: Alex March
- Soggetto di: Marcus Demian

### Trama
- Guest star: George C. Scott (dottor Karl Anders), Colleen Dewhurst (Phyllis Anders), Alice Rodriguez, Barton Heyman

## An Expensive Glass of Water
- Diretto da: Robert Ellis Miller
- Scritto da: Gilbert Ralston

### Trama
- Guest star: Shirley Ballard (Wiletta Tyson), Thom Carney, George N. Neise (George Baxter), Keith Thibodeaux, Neva Patterson (Frederica Warren), Chester Morris (Walter Tyson), Barbara Collentine, Mary Patton

## The Sound of Laughter
- Diretto da: Irving Lerner
- Scritto da: Gilbert Ralston

### Trama
- Guest star: Roxanne Brooks, Karen Norris, Jack Mather (dottor Nadler), Ernie Anderson (Matty Phipps), Patricia King (June Rothman), John Pickard (patologo), Stanley Adams (Tony Romano), Edward Colmans (Anselmo Pugliese), Ruth Storey (Leona Romano), Ned Glass (Ned Gaxton), Tom Pardew, Anna Bruno Lena

## A Few Brief Lines for Dave
- Diretto da: Byron Paul
- Soggetto di: Paul Savage

### Trama
- Guest star: Jean Macrae, Theona Bryant, Bill Bixby (Intern), Herbert Patterson (dottor Chambers), Meg Wyllie, Phyllis Love (Elizabeth Collins), Frank Kreig, Richard Vath, Don Spruance (dottor Robert Ward), Kevin McCarthy (dottor Dave Taylor)

## Pavane for a Gentle Lady
- Diretto da: Abner Biberman
- Scritto da: Theodore Apstein

### Trama
- Guest star: Anne Seymour (Nancy), Nellie Burt (Una O'Bannion), George Mather, Bethel Leslie (dottor Jean Howard), Carmen Nisbet, Carolyn Fleming

## My Good Friend Krikor
- Diretto da: Irvin Kershner
- Scritto da: Theodore Apstein

### Trama
- Guest star: Paul Pepper, Robert Ellenstein (dottor Grayson), Jack Hogan, Arlene Martel, Roger De Koven (Joe Dakopian), Paul Barselou, Henry Corden (Henry Vartan), Paul Keast, Simon Scott (giudice), Abraham Sofaer (Krikor Dakopian)

## The Sweet Kiss of Madness
- Diretto da: Robert Ellis Miller
- Scritto da: Theodore Apstein

### Trama
- Guest star: Karen Norris, Deirdre Owens, Joyce Van Patten (Stella Maxwell), John Lasell (Jack Maxwell), William Windom (dottor Owen), Arthur Hill (dottor Alan Reynolds), Mary Gregory, Brad Trumbull (sergente Harris), Patricia Barry (Ruth Reynolds), Alice Backes (Mrs. Torrance), Bob Hastings, George Sawaya

## A Certain Time, a Certain Darkness
- Diretto da: Abner Biberman
- Scritto da: Gilbert Ralston

### Trama
- Guest star: Ray Daley (George Parker), Lynn Bari (Ethel Dixon), Joan Hackett (Ellen Parker), Don Haggerty (dottor Powers), Don Spruance (dottor Robert Ward), Donald Woods (Frank Dixon), Dyan Cannon, Anna Lisa, Katherine Victor

## A Dark Night for Billy Harris

### Trama
- Guest star: Paul Bryar (Range Master), Elen Willard (Lorie Harris), Telly Savalas (ufficiale Dempsey), Don Spruance (dottor Robert Ward), CeCe Whitney (Flo Dempsey), Bruce Dern (Billy Harris)

## And If I Die
- Diretto da: Byron Paul
- Scritto da: James E. Moser e Ken Kolb

### Trama
- Guest star: Louise Fitch, Juney Ellis, Karl Swenson (dottor Barthold), Leo Penn (dottor Ferris), John Larch (Walter Thurman), Brett Somers (Barbara Thurman), Sandra White, Kay Stewart, Ann Robinson, Carolyn Fleming

## A Memory of Candy Stripes

### Trama
- Guest star: Brian Davies (Joe Conklin), Anthony D. Call (Bates), Edmund Williams (dottor Rattigan), Ed Prentiss (dottor English), Denise Alexander (Ann Muller)

## Imagine a Long, Bright Corridor
- Diretto da: Arthur Hiller
- Scritto da: Jack Laird

### Trama
- Guest star: Paul Wexler, Jesse Wayne, Brenda Scott (Pearl), Betty Garde (Florabelle Hanks), Penny Santon, Jerry Summers, James Nusser, Anthony D. Call (Neil Bates), Cecil Kellaway, Vivi Janiss (Mrs. Phelps), Davis Roberts, Robert Blake (Jesse Verdugo), Joaquin Martinez (dottor Escobar), Strother Martin (Adam Raemecker), Marge Redmond, Lew Brown, Peggie Adams, David Fresco, Lillian Adams, Michael Donovan, Arthur Malet

## A Story to Be Softly Told
- Diretto da: Alex March
- Scritto da: Theodore Apstein

### Trama
- Guest star: Elizabeth Thompson, Ila Britton, Jean Hagen (Lee Bramson), Lee Marvin (Gerry Bramson), Jan Harrison (Lolly), Marianne Stewart (Miss Masterson), Burt Mustin, Tony Maxwell, Shari Lee Bernath, Carole Anderson, Cecil Weston, Tracy Stratford

## The Big Trouble with Charlie
- Diretto da: Sydney Pollack
- Scritto da: Norman Katkov

### Trama
- Guest star: John Joseph Stoney, Lon Dean, Irene Tedrow (zia Esther), Norma Crane (Annie Benitchek), Garry Walberg (Torch), Walter Burke (Rabbits), Jack Warden (dottor Charles Kozelka), Myron McCormick (Pumpernickel), Kevin Brodie, Alan Roberts, Harry Raven

## Give My Hands an Epitaph
- Diretto da: Alex March
- Scritto da: Theodore Apstein

### Trama
- Guest star: Robert Boon (Jan Hirkosh), Eileen Ryan (Laura Walton), Ruthie Robinson (Terry Walton), Constance Dane (Ella Hirkosh), Jack Klugman (dottor Philip Walton), Sue Raynor

## Victory Wears a Cruel Smile
- Diretto da: Abner Biberman
- Scritto da: Harry Julian Fink

### Trama
- Guest star: Alfred Ryder (dottor Charles Reiner), Ed Begley (Sam Bundy), Tyler McVey, Nancy Rennick (Catherine Huett), Edward Andrews (John Huett), Don Spruance (dottor Robert Ward), Louise Lorimer, Freeman Lusk

## Odyssey of a Proud Suitcase
- Diretto da: Leo Penn
- Scritto da: Gilbert Ralston

### Trama
- Guest star: Fay Spain (Lisa Delman), Francis Lederer (dottor Alfred Littauer), Quintin Sondergaard, Stefan Schnabel (Gunther Wagram), Joseph Vitale (Fred Martin), Don Spruance (dottor Robert Ward), Holly Bane

## Behold a Pale Horse
- Diretto da: Alvin Ganzer
- Soggetto di: Judith Plowden e Teddi Sherman

### Trama
- Guest star: Terry Loomis, John Hart, Keenan Wynn (D. J. Stanley), Suzanne Pleshette (Carolyn Stanley), Lou Krugman, J. Edward McKinley (Larry Wallis), Paul Hartman (Alfred Button), Peggie Adams, Adam Stewart, John Close

## For the Ladybug, One Dozen Roses
- Diretto da: Sydney Pollack
- Scritto da: Jack Curtis

### Trama
- Guest star: Michael Davis (Johnny Eagle), Lawrence Parke, Charles Wagenheim, Cliff Robertson (tenente Col. Stanley Wensby/Eddie Smith), Jess Kirkpatrick, Peggy Leon

## To a Grand and Natural Finale
- Diretto da: Abner Biberman
- Scritto da: Alvin Sargent e Gabrielle Upton

### Trama
- Guest star: Edgar Stehli (Lockerby), Hari Rhodes (Gunner Garrison), Kim Hamilton (Dorothy Garrison), Phillip Pine (Tom Sweet), Gina Gillespie, Ralph Manza, John Zaccaro

## Monument to an Aged Hunter
- Diretto da: Sydney Pollack
- Scritto da: Oliver Crawford (soggetto); Gilbert Ralston (sceneggiatura)

### Trama
- Guest star: Robert F. Simon (dottor Max White), Wilfrid Hyde-White (Jason Hardy Fletcher), Kathie Browne (Melissa Stanton), Chris Robinson (Robert Stanton), Lane Bradford, Alan Caillou, Kay Stewart

## All the Clocks are Ticking
- Diretto da: Abner Biberman
- Soggetto di: Paul Schneider, Margaret Schneider

### Trama
- Guest star: Dorothy Konrad, Ann Morrison, Don Spruance (dottor Robert Ward), Nan Martin (Liza Bowers), Henry Beckman (Curt Bowers), Rudy Dolan, Barry Brooks

## Among Others a Girl Named Abilene
- Diretto da: Arthur Hiller
- Scritto da: Jack Laird e Norman Katkov

### Trama
- Guest star: Louise Fitch, William Allyn, Daryl Duke (Boise Hopewell), William Fawcett (Claude), George Mitchell, Ronnie Haran (Abilene Hopewell), Mabel Albertson, Denver Pyle (Dallas Hopewell), Charles S. Thompson (John Castle), Charity Grace (Ingrid), Lillian Bronson, Barry Cahill, Jorja Curtright, Everett Glass, Harold Innocent, Paul Tripp

## A Pleasant Thing for the Eyes
- Diretto da: Arthur Hiller
- Scritto da: Jack Curtis

### Trama
- Guest star: Alex Sharp, Lynne Carter, John Zaremba, Yōko Tani, Eddie Firestone, Butch Patrick, Paul Sorenson, Marilyn Lerner

## And Eve Wore a Veil of Tears
- Diretto da: Fielder Cook
- Soggetto di: Eric Peters

### Trama
- Guest star: Amy Douglass, Betty Field (Anna Olsen), Carmen Mathews (Eve Porter), Barry Cahill, Luana Anders (Lorraine Walenchek), Ruth Foster, Walter Mathews

## Preferably, the Less-Used Arm
- Diretto da: Fielder Cook
- Scritto da: Gilbert Ralston

### Trama
- Guest star: James Healy, Raymond Guth, John Astin, Charles Bateman, Warren J. Kemmerling, Joseph V. Perry (Matt Kelly), Ralph Moody, Sheldon Allman, Ellen Burstyn (dottor Fraser), Russell Thorson (dottor Harrison)

## An Uncommonly Innocent Killing
- Diretto da: Alex March
- Soggetto di: Lester Pine

### Trama
- Guest star: Gene Benton, Philip Abbott, Andrew Prine (Jeff Billstrom), Virginia Gregg (Mrs. Billstrom), Eddie Albert (Gene Billstrom), Conrad Nagel (Schultz), Edmund Glover (Henry Kessler), Joe Maross, Charles Horvath, Duane Grey

## So Oft It Chances in Particular Men
- Diretto da: Alex March
- Scritto da: James E. Moser

### Trama
- Guest star: Leo Penn (McMillan), James Franciscus (John Wickware), Carol Eve Rossen (Betty Wickware)

## When You See an Evil Man
- Diretto da: Sydney Pollack
- Scritto da: James E. Moser e Gilbert Ralston

### Trama
- Guest star: Simon Oakland (Jake), Jeanette Nolan (Alma Gardner), Tuesday Weld (Melanie Gardner), Tom Simcox, Bill Erwin, Robert Ellis